# NGC 4462
NGC 4462 (другие обозначения — ESO 506-13, MCG -4-30-2, AM 1226-225, IRAS12266-2253, PGC 41150) — галактика в созвездии Ворон.
Этот объект входит в число перечисленных в оригинальной редакции «Нового общего каталога».
В галактике вспыхнула сверхновая SN 1998bn, её пиковая видимая звездная величина составила 17,4.